# Bembidion alikhelicum
Bembidion alikhelicum es una especie de escarabajo del género Bembidion, categorizada en la tribu Bembidiini, de la subfamilia Trechinae.

## Distribución
Se distribuye por Afganistán.

## Taxonomía
Fue descrita por Kirschenhofer en 1989.